# NGC 2836
NGC 2836 is een spiraalvormig sterrenstelsel in het sterrenbeeld Kiel. Het hemelobject werd op 29 januari 1835 ontdekt door de Britse astronoom John Herschel.

## Synoniemen
- ESO 61-3
- IRAS 09131-6907
- PGC 26017